# Boris Juljewitsch Kagarlizki

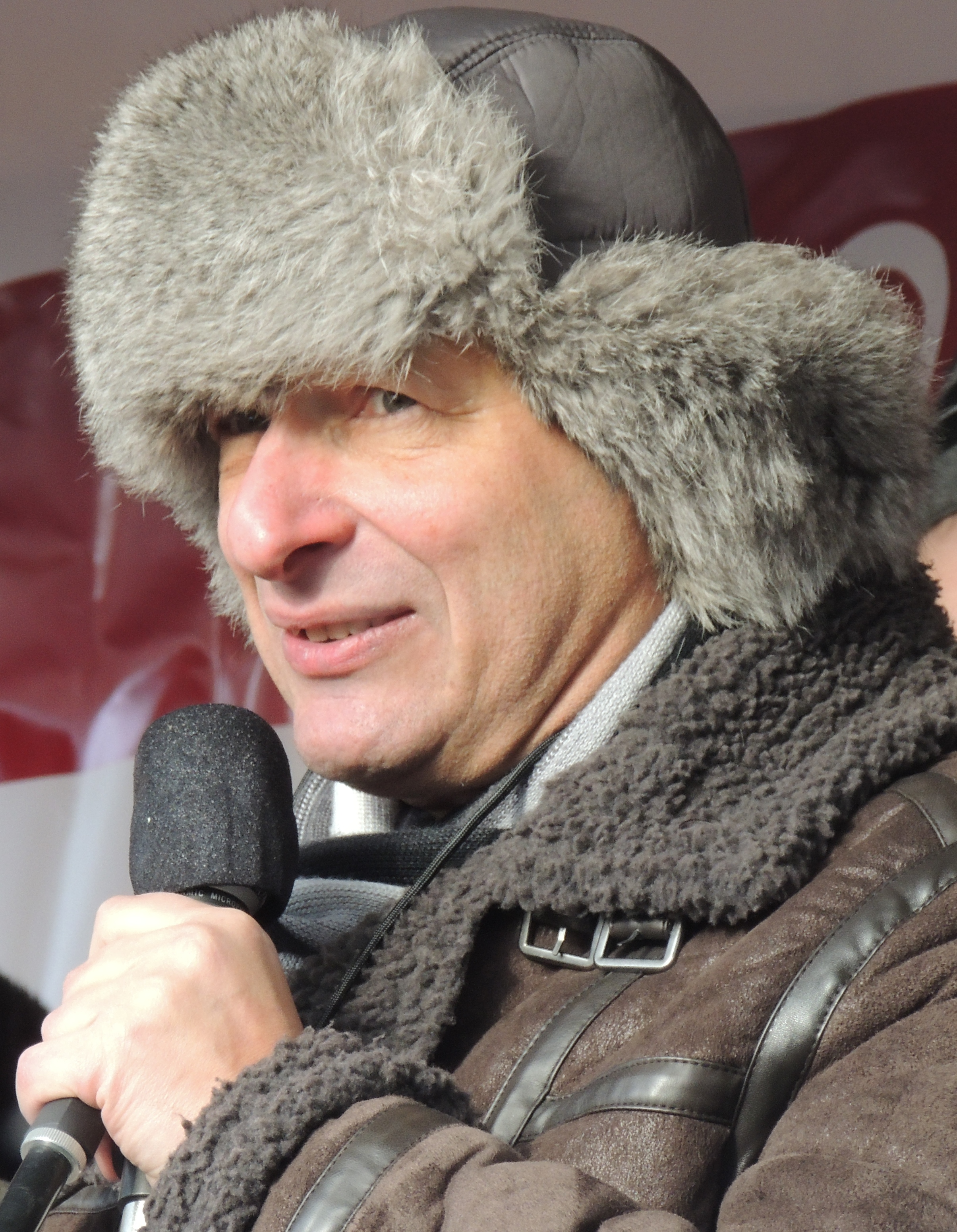
Boris Kagarlizki (2013)

Boris Juljewitsch Kagarlizki (russisch Бори́с Ю́льевич Кагарли́цкий, englisch Boris Kagarlitsky; * 29. August 1958 in Moskau) ist ein russischer marxistischer Soziologe und linker Aktivist.

## Leben
Kagarlizki ist der Sohn des bekannten sowjetischen Literatur- und Theaterwissenschaftlers Juli Kagarlizki und der Übersetzerin englischsprachiger Literatur Raissa Nikolajewna Pomeranzewa. Er studierte am Staatlichen Institut für Theaterkunst (GITIS), an dem sein  Vater als Professor lehrte. Er beschäftigte sich mit dem Studium von Literatur des nicht orthodoxen Marxismus, die in der Sowjetunion verboten war, besonders mit Herbert Marcuse. Maßgeblichen Einfluss auf seine politischen Ansichten hatte das Buch Von Tschernyschewski zu Plechanow des Historikers und Politikwissenschaftlers G. G. Wodolasow.
Kagarlizki war während der Zeit der UdSSR ein politischer Dissident und tritt auch danach als Kritiker und Analyst der russischen Verhältnisse in Erscheinung. Von 1990 bis 1993 gehörte er der Sozialistischen Partei Russland an und saß für diese im Moskauer Stadtrat. Er gehörte zu den Gründern der Arbeiterpartei und war Direktor des Moskauer Instituts für Globalisierung und Soziale Bewegungen. Er ist auch publizistisch aktiv. Er promovierte 1995 und war von 1994 bis 2002 an der Russischen Akademie der Wissenschaften als Wissenschaftlicher tätig. Kagarlizki ist Professor für Soziologie an der Moskauer Hochschule für Sozial- und Wirtschaftswissenschaften. In den frühen 2000er Jahren war er Mitbegründer des Instituts für Globalisierung und soziale Bewegungen und er beteiligte sich an der Zeitschrift Lewaja Politika.
Während der Zeit der Sowjetunion war Kagarlizki ab 1977 als Teil des Zirkels „Junger Sozialisten“ an der Veröffentlichung linker Samisdat-Zeitschriften beteiligt. 1980 musste er die Russische Akademie für Theaterkunst verlassen. Zwei Jahre später, 1982 wurde er mit anderen vom KGB verhaftet. Während der Perestroika wurde er rehabilitiert und mitbegründete die Föderation der sozialistischen gesellschaftlichen Klubs. 1990 wurde er zum Abgeordneten des Moskauer Stadtrats und zum Mitglied des Vorstands der Sozialistischen Partei Russlands gewählt. Im Oktober 1992 war er Mitbegründer der Arbeiterpartei. Diese Parteigründungen blieben politisch ohne Erfolg.
Im Oktober 1993 wurde er wegen seiner Opposition gegen den damaligen Präsidenten Boris Jelzin während der Verfassungskrise verhaftet, aber aufgrund internationaler Proteste bereits am nächsten Tag wieder freigelassen. Kagarlitsky berichtet über diese Ereignisse in seinem Buch Square Wheels: How Russian Democracy Got Derailed.
In theoretischer Hinsicht steht er der Weltsystem-Theorie nahe. Er verurteilte den russischen Angriff auf die Ukraine im Jahr 2022. Seit Mai 2022 wird er im Register des russischen Innenministeriums der „ausländischen Agenten“ geführt.
Kagarlizki betreibt die sozialistische Onlineplattform Rabkor, die zugleich wissenschaftlich und aktivistisch orientiert ist. Rabkor befürwortete die Inhaftierung des Historikers Juri Alexejewitsch Dmitrijew, der Untersuchungen zu Massenerschießungen während des stalinistischen Großen Terrors in der UdSSR leitete und dem die Strafverfolgungsbehörden Anfertigung und Besitz pädosexuellen Materials vorwarfen. Er wurde zu 13 Jahren Lagerhaft verurteilt.
Im Juli 2023 wurde gegen Kagarlizki in Russland selbst ein Gerichtsverfahren eingeleitet, zuvor wurde durch den Föderalen Dienst für Sicherheit der Russischen Föderation eine Strafanzeige gegen ihn gestellt. Anschließend wurde er verhaftet. Ihm wird vorgeworfen, durch seine Analysen zur aktuellen Lage in Russland Terrorismus zu rechtfertigen.
Seine Verhaftung rief innerhalb Russlands breite Reaktionen hervor, auch bei Gruppen, die ihm politisch nicht nahe stehen,
und es kam zu diversen Solidaritätsbekundungen. So forderten der Laika-Verlag und die „Galerie der abseitigen Künste“ in einem gemeinsamen Aufruf die Freilassung Kagarlizkis, der von bekannten Personen wie Slavoj Žižek, Stephan Lessenich und Achim Szepanski unterschrieben wurde. Für den 16. September 2023 waren weltweit in verschiedenen Städten Solidaritätsbekundigungen angekündigt.
Im August startete das "Kagarlitsky Solidarity Committee" eine Online-Kampagne mit einem Aufruf, zu dessen Erstunterzeichner zahlreiche linke Intellektuelle, Aktivisten und Politiker wie Étienne Balibar, Jeremy Corbyn, Donatella della Porta, Naomi Klein, Ken Loach, Jean-Luc Mélenchon, Nadya Tolokonnikova gehören und rief zu einem Internationalen Aktionstag am 16. September 2023 auf, an dem vor Botschaften und Konsulaten der russischen Föderation Protestaktionen gemacht werden sollen, weil Aktivitäten in Russland selbst zu gefährlich seien.
Im November 2023 wurde die Haftzeit von Kagarlizki von einem Militärgericht um sechs Monate verlängert. Im darauffolgenden Monat wurde er gegen eine Geldstrafe von 600.000 Rubel freigelassen.
Am 14. Februar 2024 wurde bekannt, dass ein russisches Gericht Kagarlizkis Strafe auf Antrag der Staatsanwaltschaft wegen Kritik an der russischen Militäroffensive in der Ukraine von der durch Kagarlizki bezahlten Geldstrafe auf fünf Jahre Strafkolonie verschärft hat. Seine Berufung wurde im Juni 2024 abgewiesen. Ein Social Media Kanal von Rabkor verlautbarte im November 2024, dass Kagarlizki die Teilnahme an einem möglichen Gefangenenaustausch im Frühjahr 2025 ablehne.

## Auszeichnungen
Für sein Werk Thinking Reed: Intellectuals and the Soviet State 1917 to the Present wurde Kagarlizki mit dem nach Isaac Deutscher benannten Deutscher Memorial Prize ausgezeichnet.

## Schriften (Auswahl)
- The Thinking Reed: Intellectuals and the Soviet State from 1917 to the Present. Verso, London 1989, ISBN 0-86091-961-7.
- Der gespaltene Monolith Die russische Gesellschaft an der Schwelle zu den neunziger Jahren. Aus dem Russischen von Hans-Jürgen Lehnert. Kontext-Verlag, Berlin 1991, ISBN 3-86161-007-8.
- Die Quadratur des Kreises. Russische Innenansichten. Aus dem Russischen von Ganna-Maria Braungardt. Verlag Volk und Welt, Berlin 1992, ISBN 3-353-00900-0.
- Back in the USSR. Das neue Russland. Aus dem Englischen übersetzt von Ronald Gutberlet. Edition Nautilus, Hamburg 2012, ISBN 978-3-89401-756-9.
- Die Revolte der Mittelklasse. Übersetzt aus dem Englischen von Jürgen Schneider. Laika-Verlag, Hamburg 2013, ISBN 978-3-942281-42-3.
- From Empires to Imperialism. The State and the Rise of Bourgeois Civilisation. Routledge, London 2014, ISBN 978-1-138-77885-6.
- mit Kai Ehlers: 25 Jahre Perestroika. Gespräche mit Boris Kagarlitzki. Laika-Verlag, Hamburg 2014.
  - Band 1: Gorbatschow und Jelzin. 1983–1996/97: Perestroika, Putsch, Revolte, Übergang in die Restauration. ISBN 978-3-944233-28-4.
  - Band 2: Jelzins Abgang, Putin und Medwedew. 1997 bis heute: Stabilisierung, restaurative Normalisierung, Eintritt in die globale Krise. ISBN 978-3-944233-29-1.
- Between Class and Discourse: Left Intellectuals in Defence of Capitalism. Routledge, London/New York (NY) 2021, ISBN 978-0-367-47808-7.
- The Long Retreat: Strategies to Reverse the Decline of the Left. Pluto Press, London 2024, ISBN 978-0-7453-5028-8.